# James Dodds
James Dodds é um pintor britânico.